# Historia de la Ciudad de México

Disposición territorial del Distrito Federal, en el 2009.

La historia de la Ciudad de México, que recibió su nombre del conquistador español Hernán Cortés, quien simplificó, quizá por razones de pronunciación, el nombre original de la ciudad de México-Tenochtitlan. Ese nombre fue la capital de la Nueva España y del México independiente hasta la década de 1980, cuando el presidente Luis Echeverría Álvarez unificó toda la entidad federativa con el nombre de México, Distrito Federal, que el 28 de enero del 2016 volvió a recibir el nombre de la Ciudad de México.
La Ciudad de México es una entidad federativa, según la Constitución Política de los Estados Unidos Mexicanos vigente (desde 1917), y es una de las 32 partes integrantes de la Federación Mexicana. Se le declaró sede de los Poderes de la Unión y capital de los Estados Unidos Mexicanos. Tiene un territorio definido pero con una condición para su existencia, marcada en el Artículo 44 de la Constitución: «Se compondrá del territorio que actualmente tiene y, en el caso de que los poderes Federales se trasladen a otro lugar, se erigirá en el Estado del Valle de México», situación que de hecho ha ocurrido en varias ocasiones pero nunca de manera formal.
Si bien el Distrito Federal comienza propiamente a partir de su creación con la Constitución Federal de 1824, la concepción como capital nacional y por ende de la Ciudad de México se inició desde la época prehispánica.
La Ciudad de México es un territorio de 1485 kilómetros cuadrados, lo que lo hace la entidad federativa más pequeña en todo el territorio nacional. Como Integrante de la Federación, de acuerdo al artículo 43 de la citada Constitución, contenido dentro de la organización de la administración pública federal, la Ciudad de México funge como una figura de caracteres especiales que la diferencian de cualquier otro integrante de la Federación Mexicana.

## Época prehispánica

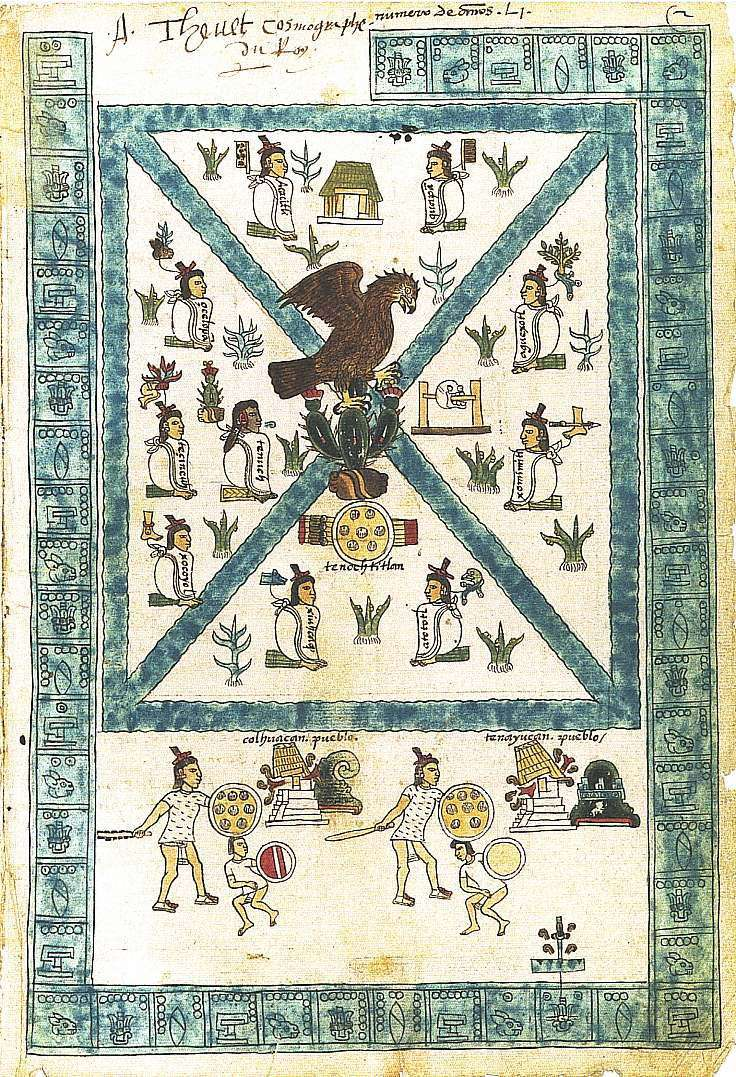
Fundación de México-Tenochtitlan, según el folio 2 del códice Mendoza.

Desde la llegada de los seres humanos al valle de México, el territorio que actualmente ocupa la Ciudad de México ha sido un punto medular en el desarrollo de las sociedades que han vivido en lo que hoy se conoce como México. Los restos más antiguos de ocupación humana en la Ciudad de México proceden de sitios ribereños de lo que fue hace mucho tiempo el sistema lacustre conocido como el lago de Texcoco. Los más antiguos indicios de ocupación humana de este territorio proceden de San Bartolo Atepehuacan (Azcapotzalco), y corresponden al período Cenolítico Inferior (9500-7000 a. C.).
Posteriormente, bajo el influjo o a la sombra de la cultura olmeca, en los tres primeros milenios antes de Cristo se desarrollaron en el territorio de la Ciudad de México varias poblaciones que con el tiempo adquirieron gran importancia en la historia de Mesoamérica. Entre ellas están Tlatilco, localizada en la ribera norte del lago de Texcoco, y Cuicuilco, en las faldas de la sierra del Ajusco. Hacia el final del período preclásico, habían decaído muchos siglos después de la decadencia de Tlatilco, y por el inicio de la era cristiana, Cuicuilco había comenzado a ceder su hegemonía en el valle de México a la gran ciudad de Teotihuacan, localizada al noreste del lago de Texcoco.
Durante el período clásico, Teotihuacan fue un imán que atrajo a la mayor parte de los pobladores de la cuenca lacustre, razón por la cual muchos antiguos pueblos preclásicos quedaron relativamente olvidados. Sin embargo, algunos de ellos hubieron de sobrevivir como satélites del área nuclear teotihuacana. Azcapotzalco fue el más importante de ellos, seguramente habitado por pueblos de ascendencia otomí. En el oriente del lago, el cerro de la Estrella fue la sede de un pequeño pueblo teotihuacano cuyos restos ya se conocían desde hace mucho tiempo. Los hallazgos arqueológicos en 2006 en el sitio revelan que este pueblo fue más importante y mayor de lo que se pensaba.
Durante la época de decadencia de Teotihuacan (siglo VIII), sus antiguos habitantes la abandonaron paulatinamente. Algunos de ellos se fueron a radicar a las riberas del lago, donde fundaron pueblos como Culhuacán, Coyoacán y Copilco. Entre los siglos VIII y XIII, el territorio del actual Distrito Federal fue el destino de varias tribus chichimecas. Una de ellas, la de los toltecas, pasó por Culhuacán, donde recibió la herencia teotihuacana de sus pobladores. Años más tarde, la fusión de los toltecas y los colhuas dio lugar a la gran cultura tolteca, que dominó el valle de México y buena parte de Mesoamérica entre los siglos XI y XIII. Cuando cayó Tula, la capital de los toltecas, algunos grupos volvieron a radicar a Culhuacan, y convirtieron a esta población en el poder dominante en el sur del lago de Texcoco.
Hacia el siglo XIV, habían llegado los últimos remanentes de los pueblos chichimecas. Se establecieron en las orillas del lago. Los últimos en arribar fueron los mexicas que, luego de merodear por la ribera y ser mal recibidos en la mayor parte de los señoríos, finalmente en el año 2-casa o 1325 se establecieron en el islote de México. En ese sitio fundaron Tenochtitlan, la más grande metrópoli que conoció Mesoamérica. Tenochtitlan, junto con sus aliados de Tlacopan y Texcoco, ocupó un territorio amplísimo, de cerca de 300 000 kilómetros cuadrados. El florecimiento de Tenochtitlan fue interrumpido debido a la conquista española.

## Conquista
Los españoles llegaron al territorio que actualmente es la Ciudad de México por Itztapalapan, en julio de 1519. Allí los recibió Cuitláhuac, que a la postre fue tlatoani de Tenochtitlan. Posteriormente siguieron su camino por la calzada de Itztapalapan, que unía la ribera sur de Xochimilco con el islote de México. En lo que hoy es la esquina de las calles de Pino Suárez y República de El Salvador, en el centro histórico de México, se encontraron Moctezuma Xocoyotzin y las tropas de Hernán Cortés el 8 de noviembre de 1519. Moctezuma les dio alojamiento en el Palacio de Axayácatl, su padre difunto, en contra de los consejos de Cuitláhuac y Cacamatzin. Seis días después, el tlatoani mexica fue preso por Cortés. Unos meses más tarde, en 1520, Pedro de Alvarado (en ausencia de Cortés, que partió a Zempoala a combatir a Pánfilo Narváez) orquestó la famosa matanza de Tóxcatl, donde arremetió contra los tenochcas, que a la sazón se encontraban celebrando una festividad en honor de Tezcatlipoca.
Este hecho fue el punto por el cual los mexicas rompieron hostilidades contra los invasores europeos. A consecuencia de ello fue muerto el tlatoani Moctezuma, en compañía de Itzcuauhtzin, señor de México-Tlatelolco. La muerte de ambos señores ocurrió en mayo de 1520. Según las crónicas españolas, Moctezuma fue muerto de una pedrada propinada por el pueblo enardecido. Según las crónicas indígenas, los españoles fueron los asesinos del tlatoani.

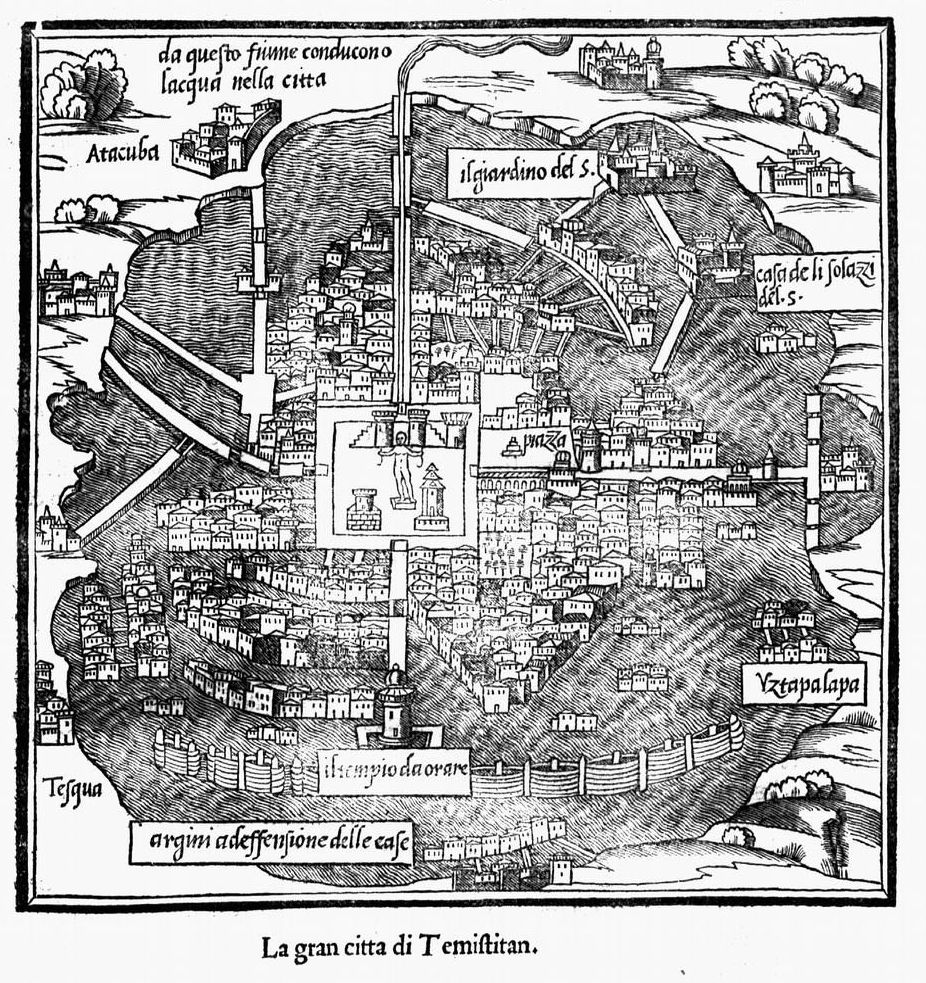
La gran citta de Temistitan (Tenochtitlan), por Benedetto Bordone.

En sustitución de Moctezuma, Cuitláhuac, señor de Itztapalapan, fue elegido tlatoani de Tenochtitlan. Encabezando la resistencia contra la ocupación española, derrotó a los invasores y sus aliados tlaxcaltecas y zempoaltecas el 30 de junio de 1520, aunque no de manera contundente. Por aquella época también tuvo lugar una desastrosa epidemia de viruela, que se cobró miles de vidas, entre ellas la de Cuitláhuac. Como sustituto de Cuitláhuac fue elegido Cuauhtémoc.

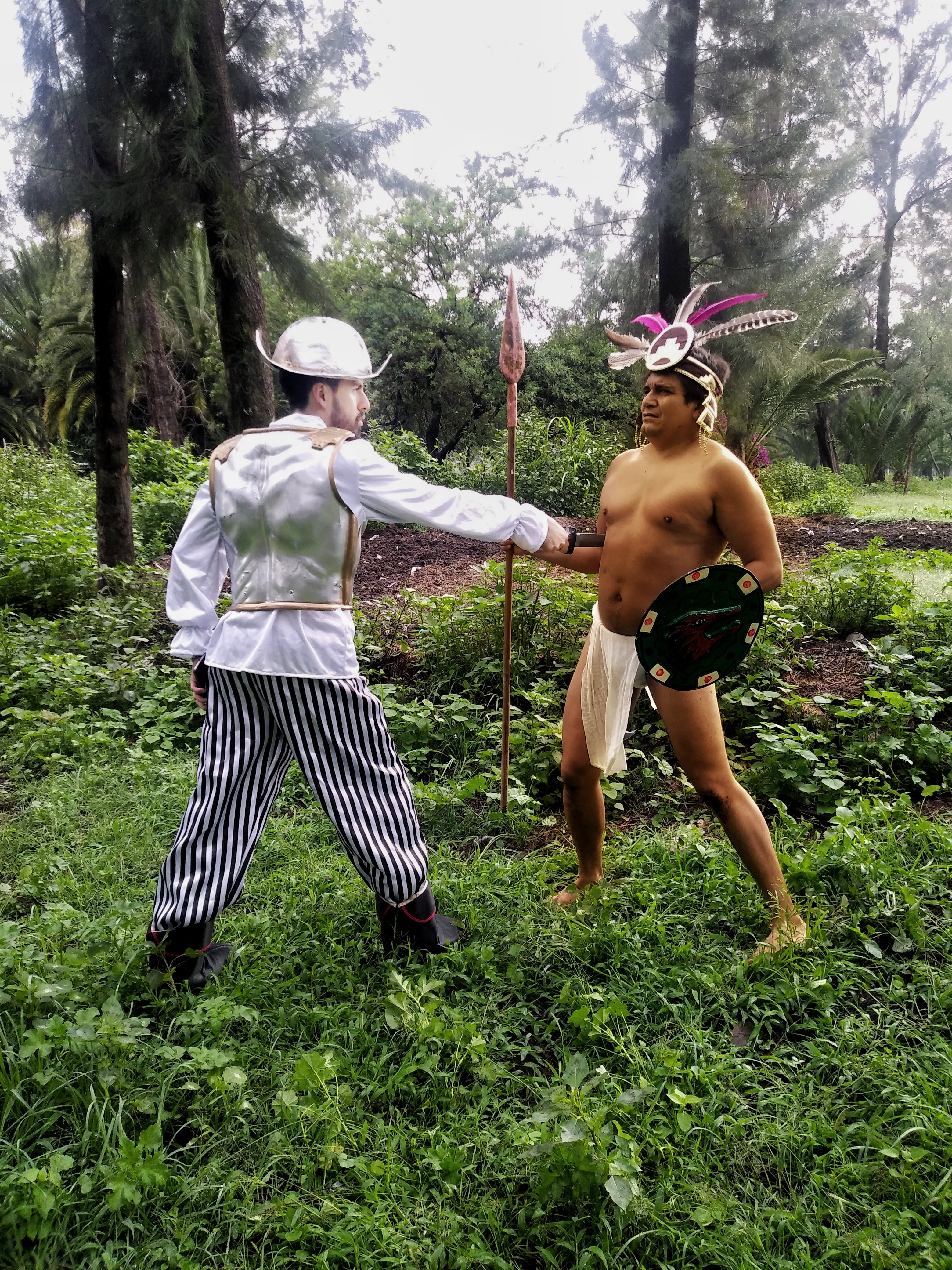
Recreación de una batalla entre un indígena y un conquistador.

Los españoles se dirigieron al valle de Puebla-Tlaxcala para reponerse de la derrota. Allí se planeó la fase final de la conquista militar. Fueron construidos 13 bergantines, con los que atacaron Tenochtitlan por el lago. Las poblaciones del sureste de la cuenca fueron arrasadas. Los españoles destruyeron el albarradón de Nezahualcóyotl y el acueducto de Chapultepec. El 30 de junio de 1521 arrasaron Tlatelolco. En julio, fue derrotado Coanácoch, señor de Texcoco. Finalmente, Cuauhtémoc se rindió el 13 de agosto de 1521.

## Época colonial

Escudo del Ayuntamiento de México entre 1534 y el año de su desaparición, 1929.

Derrumbado el Imperio Mexica y tomada la Ciudad de México, los españoles, por medio de Hernán Cortés, trasladaron el sistema de gobierno español, basado en municipios gobernados por un Ayuntamiento, al territorio de lo que hoy es México. Durante la Colonia, la Ciudad de México era una ciudad del tamaño del moderno centro histórico, que administrativamente se dividía en tres ayuntamientos: a) el Ayuntamiento de México, que gobernaba la "traza" o zona exclusiva para españoles, y donde se ubicaba el Palacio Real, hoy Palacio Nacional, que era la sede del Virrey, quien gobernaba el Virreinato de la Nueva España; las Repúblicas Indianas o parcialidades de b) San Juan Tenochtitlan y c) Santiago Tlatelolco. El Ayuntamiento de México tenía por residencia el edificio situado al Sur-Poniente de la Plaza Mayor de México  (hoy Plaza de la Constitución). Este sistema se mantuvo más o menos inalterado durante la Colonia, ya que en un principio, por el estado en que había quedado la capital mexica tras la invasión de los españoles y debido a una serie de inundaciones (1555, 1580, 1607, 1629, 1707, 1714, 1806) que resultaron de la destrucción de los diques prehispánicos que la protegían durante el sitio de Tenochtitlán, se planeó cambiar la capital a otra población, sobre todo a Coyoacan, ubicada al sur de la ciudad.

## Independencia y Primer Imperio
En 1821, consumada la independencia del Virreinato de la Nueva España, la Ciudad de México  continuó siendo capital del Reino de México y del nuevo país, que se conoce desde entonces como México, formado entonces, además del Reino de México, por los reinos de Nueva Galicia, Nueva Vizcaya, Nuevo Reino de León, Nuevo Santander, las provincias de Yucatán, Coahuila, Nueva California, Vieja California, Nuevo México, Texas, Guatemala, Honduras, Nicaragua y Costa Rica, todos los cuales formaron el Primer Imperio Mexicano, cuya capital fue la Ciudad de México. Con la aplicación de la Constitución de Cádiz de 1812, la ciudad se reunió administrativamente bajo un solo ayuntamiento, el de México, y desaparecieron los ayuntamientos de San Juan Tenochtitlán y de Santiago Tlatelolco, que eran exclusivos para indígenas.

## Creación del Distrito Federal

Extensión original del D.F. en 1824.

Tras la caída del Primer Imperio Mexicano en 1821 por el alzamiento militar del Plan de Casamata, la ciudad de México continuó siendo capital del Reino de México y capital de la nueva nación, el nuevo gobierno de tendencia republicana optó por desmembrar los antiguos reinos y provincias formando estados nacionales que en convención constituyente definirían su anexión o no a la nación mexicana, además del tipo de sistema republicano bajo el cual se constituirían, en estos debates las naciones centroamericanas decidieron formar su propia confederación y salir de México, a excepción de los departamentos Guatemaltecos de Chiapas y Soconusco que decidieron continuar en México.
Al formarse el país bajo la figura de una república federal, por medio del Acta Constitutiva de la Federación Mexicana y la Constitución Federal de 1824 subsecuente, con estados libres y soberanos, se inició el debate sobre la pertinencia de tener una capital federal y de qué tipo, girando en tres puntos de vista distintos.
A) La capital debía permanecer en la ciudad de México, ya que había sido capital del virreinato y como tal todos los actuales estados habían participado en su formación y era incorrecto desaprovechar esos recursos y experiencias obtenidos por tantos años.
B) La capital debía ubicarse en otra ciudad como Querétaro, Aguascalientes o Tlalpan (llamada entonces San Agustín de las Cuevas), para evitar que la corrupción colonial siguiera prevaleciendo en la nueva capital.
C) La capital debía dividirse en tres ciudades distintas y por lo tanto el estado que lo albergara fuera el que predominara sobre los demás.
Al final la idea de mantener la capital federal en la Ciudad de México fue la escogida, pese a los dictámenes de comisiones de diputados en contra de esta y a favor de Querétaro. Por otro lado se observó en los debates que cuando se quiso mudar la capital a Querétaro o Aguascalientes los gobiernos estatales no quisieron ser subordinados al federal, aunque la representación del estado de Querétaro propuso que todo el estado fuera el Distrito Federal. Al final tomando como ejemplo a los EE. UU. se creó un territorio federal para la capital, donde sería el asiento de los poderes de la federación y cuyo municipio sería el único subordinado a los poderes de la Unión.
Así con base en el Art. 50 de la Constitución Federal de los Estados Unidos Mexicanos de 1824 se creó el Distrito Federal, con una extensión igual a la comprendida en un radio de 2 leguas "unos 8320 metros" medido a partir del centro de la plaza mayor de la población que fuera designada como capital, luego en una ley secundaria se indicó para capital a la Ciudad de México, pero dejando en claro que en caso necesario se podría cambiar a otra población, con esto, en caso de que se mudaran los poderes federales, el municipio quedaría rápida y directamente reintegrado al gobierno estatal. Por un decreto del 18 de noviembre de 1824 se reglamentó el Distrito Federal y por otro del 16 de abril de 1826 se determinó que los pueblos que quedaran mayoritariamente fuera de este radio quedaran administrativamente ligados al estado que pertenecieran.

### Estado de México y el Distrito Federal
Durante un tiempo la Ciudad de México fue capital del Municipio de México, del estado de México y de la Federación, lo que trajo varios problemas de gobierno, por esto y luego de una lucha entre el Congreso Federal y el gobierno estatal que entonces estaba encabezado por Lorenzo de Zavala se logró por un acuerdo firmado el 16 de enero de 1827 que el gobierno del estado de México se mudara a la ciudad de Texcoco, para luego mudarse a Tlalpan y en 1830 definitivamente a Toluca, anterior a esto el Congreso Constituyente del estado de México reorganizó el Distrito de México en los partidos de Tlalpan (con las municipalidades de Xochimilco, Mexicaltzingo y Coyoacán); Chalco, Cuautitlán, Texcoco (con Coatepec), Tacuba, Zumpango (con Ecatepec), Teotihuacán y México (con Tacubaya), para reafirmar su soberanía sobre la ciudad; además de iniciar una lucha con varios estados en contra de declarar a la Ciudad de México como capital federal.

### Gobierno del nuevo Distrito Federal
Formada como capital federal, el Ayuntamiento de México continuó como tal, pero fue destituido como cabeza del partido, cuya capital pasó a la ciudad de Tacubaya por decreto del estado de México, el gobierno municipal se basaba en un ayuntamiento elegido por votación indirecta de 20 miembros y un alcalde o regidor mayor electo por el mismo ayuntamiento de entre sus miembros, sobre este un Gobernador del Distrito Federal nombrado directamente por el Presidente de la República, este último era quien tenía el poder ejecutivo y se apoyaba del ayuntamiento para hacer cumplir las disposiciones que se legislaban en el Congreso Estatal siempre y cuando no entraran en contradicción con las emitidas por el Congreso Federal para el Distrito Federal.
Territorialmente el Distrito Federal abarcaba unos 55 km² y a las poblaciones de la Ciudad de México, Villa de Guadalupe, Iztacalco, Mexicaltzingo Tacuba, Azcapotzalco, Chapultepec, La Piedad, además de rancherías y haciendas.
Esta situación se mantuvo hasta el 20 de febrero de 1837, cuando se cambió el sistema de gobierno nacional por una república centralista con departamentos en vez de estados.

### República Centralista
En este periodo desapareció el Distrito Federal, el Municipio de México aumentó su ámbito de gobierno al volver a ser capital del estado de México o mejor dicho del Departamento de México, del Distrito de México, de la propia municipalidad y de la República Centralista, es entre 1846 a 1852 que vuelve a ser Distrito Federal, pero luego entre 1852 a 1856 vuelve la República Centralista, es así como vuelve a ser capital de la República, del Distrito y el Municipio, es en este periodo que toma bajo su control los denominados partidos de Tlahuac, San Ángel y Guadalupe, lo que es más o menos el territorio actual del Distrito Federal menos las delegaciones Xochimilco, Milpa Alta y el sur de Tlalpan, formando entonces parte del Departamento de México cuya capital no se movió de Toluca.

### Invasión norteamericana

Extensión territorial del D.F. según el decreto de las fuerzas de los Estados Unidos

Luego de producirse la Guerra Federal de Texas y perder este Departamento del estado de Coahuila y Texas ante inmigrantes anglosajones (muchos ilegales), la posterior entrada de Texas a los Estados Unidos, la invasión de tropas estadounidenses en territorio que por lo menos estaba en disputa entre Texas y México, las posteriores reclamaciones y la declaratoria de guerra entre México y los Estados Unidos, el gobierno centralista, dominado por Antonio López de Santa Anna, fue remplazado por un gobierno federal que restableció la Constitución Federal de 1824 el 6 de diciembre de 1846, por lo que se volvió a crear el Distrito Federal, el cual estaba vigente al darse la toma de la Ciudad de México por las tropas estadounidenses. El ayuntamiento de México, entonces de corte moderado, consideró que, ante la salida de los poderes de la federación a la población de la Villa de Guadalupe (el Ejecutivo), Querétaro (el Legislativo]], Toluca (el Judicial) y ante la falta de órdenes explícitas del gobierno federal, quedaban a su libre albedrío, por lo que decidieron en sesión secreta entregar la Ciudad de México a las fuerzas estadounidenses, siempre que se respetara la propiedad privada y se mantuvieran vigentes las leyes mexicanas.
El general Winfield Scott decidió tomar bajo estas condiciones la capital el 14 de septiembre de 1847. Durante este tiempo el congreso federal nunca emitió ley alguna para cambiar la residencia de los poderes federales, aunque de hecho estaban en otra ciudad. Por otra parte, los estadounidenses crearon la figura de Jefe de Gobierno del Distrito Federal, que recayó en un estadounidense, para que presidiera el ayuntamiento, en contraposición al cargo de regidor mayor, que era por ley el encargado del gobierno. Fue por ello que durante ese periodo hubo dos gobiernos en el Distrito Federal. El gobierno estadounidense decidió en este periodo aumentar la extensión territorial del Distrito Federal, lo cual no se llevó a cabo, debido a la protesta de los municipios afectados.

## Segunda República Federal y Constitución de 1857
Como se dijo entre 1848 y 1856, terminada la invasión se dieron varias luchas internas en el país que hicieron cambiar las formas de gobierno entre centralistas y federales con las consiguientes consecuencias para el Distrito Federal en este periodo el entonces presidente Antonio López de Santa Anna emitió un decreto el 16 de febrero de 1854, al que popularmente (y en algunas publicaciones acreditadas), se le atribuye la extensión del Distrito Federal, por encima de las dos leguas que hasta entonces tenía, abarcando más o menos el territorio que actualmente tiene. Sin embargo, el decreto habla de la extensión del Distrito de México perteneciente a la república centralista, en este decreto el Distrito de México incluirá a los municipios de San Cristóbal Ecatepec, Tlanepantla, Los Remedios, San Bartolo Ameyalco, Santa Fe, Mixcoac, San Ángel, Coyoacán, Tlalpan, Tepepan, Xochimilco, Ixtapalapa, Mexicaltzingo, Peñón Viejo y “hasta la medianía de las aguas del lago de Texcoco". Lo que es aún mayor que el actual territorio de la Ciudad de México. La única extensión o ampliación de que fue objeto el Distrito Federal ocurrió el 4 de octubre de 1855, cuando el Partido de Tlalpan solicitó al gobierno federal quedar administrativamente sujeto al Distrito Federal, para evitar ir hasta la ciudad de Toluca; a través de una carta, se le dio la orden correspondiente al gobierno estatal, pero el trámite no se llevó a cabo; además, en ese entonces la capital del Departamento de México se encontraba en la villa de Mexicaltzingo.

Extensión territorial del D.F. en 1861.*

En vista de la serie de problemas fronterizos, tanto estatales como internacionales, para la realización de la Constitución Federal de 1857, se comisionó la realización de un levantamiento general, que permitiera definir claramente los límites e integrantes de la federación, ya que hasta entonces por decretos y disposiciones varias, se había aumentado el número de estados, algunos como el de Sierra Gorda o el Istmo de Tehuantepec, que nunca llegaron a ser una realidad sobre todo por falta de capacidad para mantenerse con sus propios recursos, en otros casos las fronteras estatales no se regulaban por ninguna acción legal.
Al conseguirse el triunfo de la Revolución de Ayutla y formarse el Constituyente de 1857, se volvió a discutir la ubicación y extensión del Distrito Federal, y se decidió continuar con la capital en la Ciudad de México. En la Constitución de 1857, aun con la protesta del estado de México, se creó por vez primera como parte de la federación el estado del Valle de México, en el cual se formaría el territorio del Distrito Federal cuando los poderes de la unión cambiaran de residencia. Territorialmente, el Distrito Federal aún era un círculo de dos leguas, y dejó de depender, en muchos casos, del estado de México, excepto en el ámbito de lo judicial, pues las leyes en materia de fuero común y local del estado de México se aplicaron hasta 1917.
Sólo hasta el 6 de mayo de 1861, el presidente Benito Juárez, por un decreto, modificó y amplió el territorio del Distrito Federal, abarcando municipios y territorios que hasta ese momento pertenecían al estado de México, y el 5 de marzo de 1862, con otro decreto, dio forma y creó varios de los municipios que forman actualmente el Distrito Federal, que quedó integrado por 17 municipios, que se repartían en cinco partidos, más una municipalidad, que formaba su propio partido, abarcando la Ciudad de México como tal y el bosque de Chapultepec. Así pues, la distribución era como sigue:
- I. La Municipalidad de México
- II. El Partido de Guadalupe - Hidalgo, con los municipios de Guadalupe Hidalgo y Azcapotzalco.
- III. El Partido de Xochimilco, con los municipios de Xochimilco, Tláhuac, Tulyehualco, San Pedro Atocpan, Milpa Alta y Hastahuacán (municipio)Hastahuacán.
- IV.- El Partido de Tlalpan, con los municipios de Tlalpan, San Ángel, Coyoacán, Iztapalapa e Iztacalco.
- V.- El Partido de Tacubaya, con los municipios de Tacubaya, Tacuba, Santa Fe y Mixcoac. A este último se agregó parte del territorio de Santa Fe y San Ángel y el municipio de Cuajimalpa.

En este sistema de gobierno, los niveles administrativos eran el municipio, que tenía un ayuntamiento y un presidente municipal o responsable, nombrado por el Jefe de la Prefectura o Partido; el ayuntamiento municipal, electo de entre las personas que eran elegidas como electores por los habitantes de los municipios; la Prefectura era el órgano administrativo que recolectaba impuestos y llevaba los aspectos administrativos ante el gobierno estatal, y el gobierno federal que era representado por el Gobernador del Distrito Federal, el cual podía nombrar y remover libremente a los Jefes de Prefectura; a su vez, el gobernador era nombrado y removido libremente por el Presidente de la República.

### Segundo Imperio Mexicano

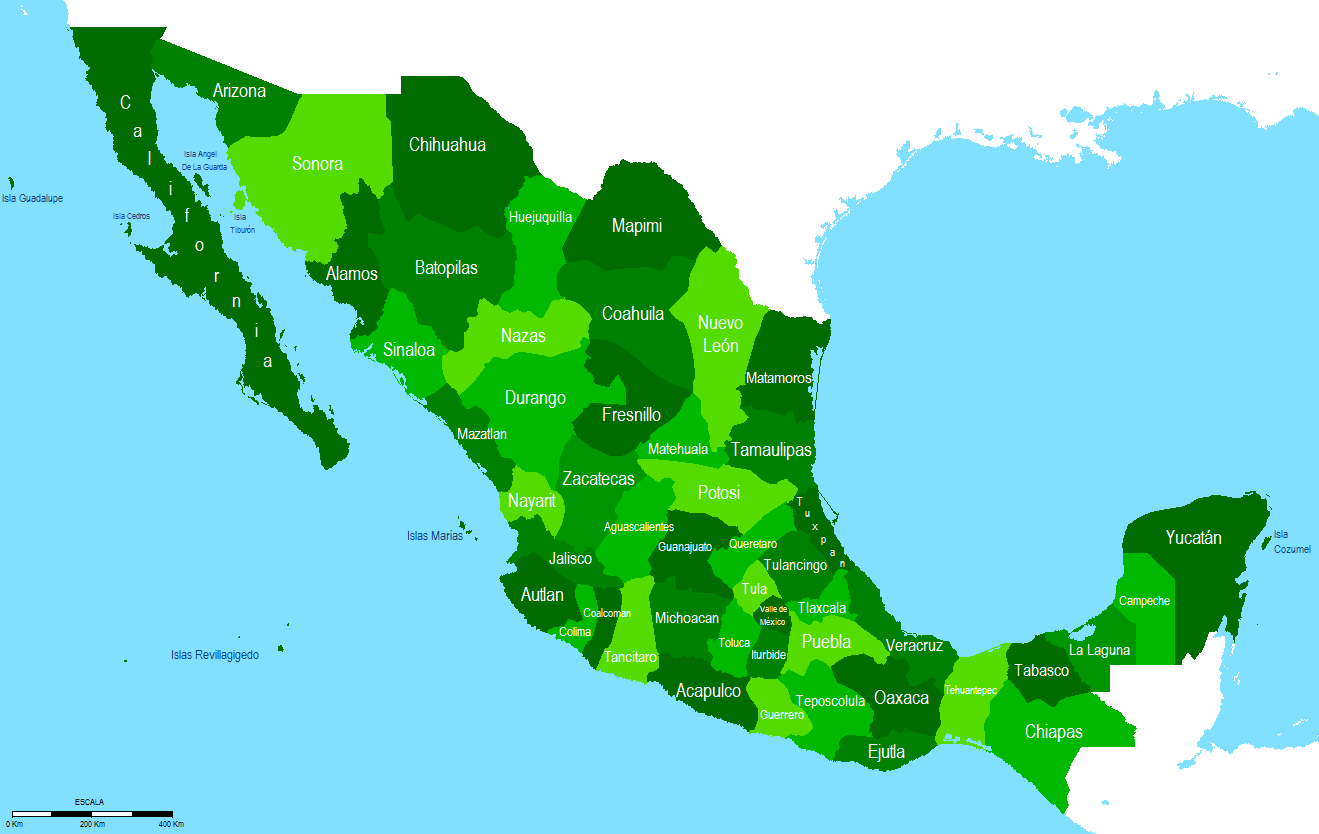
División Territorial durante el Segundo Imperio Mexicano.

Al inicio de la Intervención Francesa, el 3 de agosto de 1862, estando en retirada, en la ciudad de Toluca, el presidente Benito Juárez crea tres distritos militares en el territorio del estado de México, dos de los cuales agruparan los municipios de los actuales estados de Morelos e Hidalgo, el tercer distrito queda con base en Toluca y abarca el valle de Toluca; por el mismo, el Distrito Federal se amplia con los territorios de los distritos de Chalco, Texcoco y Otumba, con la excepción del antiguo distrito de Apan, Zumpango y Tlanepantla. Este decreto se aplicó en forma parcial, ya que el único gobernador del Distrito Federal que lo aplicó a cabalidad fue el general Porfirio Díaz, cuando tomó la capital en 1867 y 1868. Entre 1864 a 1867, el Distrito Federal dejó de existir para el régimen monárquico, y quedó integrada la Ciudad de México y su ayuntamiento en el Departamento del Valle de México, que era uno de los cincuenta en que se pretendió dividir el territorio, que abarcaba más o menos el territorio dispuesto por el decreto de Antonio López de Santa Anna.
Para los republicanos, el Distrito Federal de hecho se desplazó junto al presidente Juárez, ya que, al producirse la invasión francesa, el Congreso y la Suprema Corte de hecho se disolvieron y Juárez, como presidente constitucional provisional, emitió un decreto donde se otorgaron poderes extraordinarios para gobernar, por lo que se puede decir que cada población que tocó Juárez se volvió un Distrito Federal. Aunque, en lo legal, nunca cambió de residencia y sí de extensión.

### Época porfirista
En esta época, el gobierno porfirista se dispuso y logró llevar a cabo una serie de tratados y acuerdos para definir y aclarar problemas territoriales que había entre las diferentes entidades de la federación y con los países vecinos. En el caso del Distrito Federal, se lograron acuerdos con el estado de México y con el estado de Morelos, e internamente se organizó el Distrito Federal en una municipalidad central, seis distritos (antes Prefecturas), a su vez divididos en municipios, los cuales se agrupaban, en 1898, de la siguiente manera:

Arreglo territorial del D.F. en 1898.*

Arreglo territorial del D.F. en 1903.*

- I. Municipalidad de México, que abarcaba las actuales delegaciones de Miguel Hidalgo, Cuauhtémoc, Venustiano Carranza y Benito Juárez, lo que era en sí la Ciudad de México.
- II. Distrito de Azcapotzalco, que abarcaba los municipios de Azcapotzalco y Tacuba.
- III. Distrito de Coyoacán, que abarcaba los municipios de Coyoacán y San Ángel.
- IV. Distrito de Guadalupe Hidalgo, que abarcaba los municipios de Guadalupe-Hidalgo e Iztacalco.
- V. Distrito de Tacubaya, que abarcaba los municipios de Tacubaya, Mixcoac, Cuajimalpa y Santa Fe.
- VI. Distrito de Tlalpan, que abarcaba los municipios de Tlalpan e Iztapalapa.
- VII. Distrito de Xochimilco, que abarcaba los municipios de Xochimilco, Milpa Alta, Tlaltenco, Hastahuacán, Tulyehualco, Ostotepec, Mixquic, Atocpan y Tláhuac.

Desde 1898, a la Ciudad de México se le dio un estatus especial, ya que el Gobernador del Distrito Federal era de hecho el presidente municipal de la Municipalidad de México, y su ayuntamiento, el Congreso Federal, mientras en los distritos su Prefecto era el depositante de cada municipio, con un ayuntamiento elegido directamente.
Por su complejidad y la falta de órganos municipales capaces de llevar a cabo los actos de gobierno, se decidió modificar el número y extensión de municipios, y quedaron en trece, doce municipios y la Municipalidad de México, que era propiamente la Ciudad de México. Así, el 26 de marzo de 1903 se emitió la Ley de Organización Política y Municipal del Distrito Federal, que creó los municipios de Guadalupe Hidalgo, Azcapotzalco, Tacuba, Tacubaya, Mixcoac, Cuajimalpa, San Ángel, Coyoacán, Tlalpan, Xochimilco, Milpa Alta e Iztapalapa, además de quitar más poder al estado de México en el gobierno del Distrito Federal.

## Época Revolucionaria y Constitución de 1917
En el periodo que abarca de 1910 a 1924, en forma general se puede decir que el Distrito Federal no sufrió ningún tipo de cambio respecto a su situación, territorio u organización; incluso a pesar de que en 1917 se emitió una nueva constitución federal, en esencia solo ratificó lo establecido bajo las modificaciones de 1903 a la Constitución de 1857. El único cambio importante fue la completa desaparición a nivel nacional de las prefecturas o distritos, ya que se estableció el Municipio Libre, que debía tener acceso directo con el poder estatal, por lo que la intervención de un departamento o prefectura intermedia en la relación se volvió anticonstitucional.
Para la elaboración de la Constitución de 1917, técnicamente los poderes federales se mudaron a Querétaro y antes de eso el gobierno de Venustiano Carranza mudó el Distrito Federal al Puerto de Veracruz, aunque solo existe un decreto de reposición en la Ciudad de México en 1915 y no de muda, o sea en ningún momento se hizo oficial el cambio de ciudad como capital federal, por lo que el Distrito Federal siguió estando en la Ciudad de México. Durante las discusiones para la reforma de la constitución de 1957, en 1916 Venustiano Carranza propuso extender los límites del Distrito Federal con la intención de que en el caso de que se creara el estado del Valle de México este pudiera sostenerse por sí mismo, así que basado en el decreto de 1847 del general estadounidense Scott, propuso que entre otros los municipios de Naucalpan, Tlalnepantla, Texcoco, Ecatepec, Cuautitlan y Teotihuacán, fueran incorporados al territorio del Distrito Federal, lo cual fue rechazado por los constituyentes.

### Reforma de 1924
En 1924 se modificó la ley de 1903, agregando una nueva municipalidad que se creó dentro del Distrito Federal la llamada municipalidad de General Anaya con lo que se llegaba a 14 municipios, esta era más o menos del tamaño de la moderna delegación Benito Juárez pero con una ubicación cercana a la actual zona de Churubusco.

### Reforma de 1928

Arreglo territorial del D.F. en 1928.

Hasta 1928, el gobierno federal mantenía de forma indirecta el control sobre el Distrito Federal, por lo que no eran frecuentes las discrepancias entre los tres niveles de gobierno. Ese año, se llevaron a cabo varias modificaciones legales; la principal, marcada en el Art. 73, Fracción VI, de la Constitución Política de los Estados Unidos Mexicanos de 1917, fue la supresión del sistema de municipios con ayuntamiento electo, lo que dio paso a las Delegaciones en el Distrito Federal, entidades administrativas usadas en los territorios federales (en ese tiempo, todavía existían varios territorios federales, como la Baja California Sur o Quintana Roo). Otra modificación fue el hecho de que se daba en forma exclusiva al Poder Legislativo Federal la facultad de legislar todas las leyes internas del Distrito Federal; por esta modificación, el estado de México perdía cualquier facultad que tuviera aún al respecto.
En diciembre de 1928, se emitió la Ley Orgánica del Distrito y Territorios Federales, que entró en funciones en enero del año siguiente. En esta ley, se estructuró un sistema de gobierno encabezado por el Ejecutivo Federal, el cual gobernaría por medio de un Departamento del Distrito Federal (DDF), el cual sería encabezado por un Jefe de Departamento, designado directamente por el Poder Ejecutivo. A su vez, el Jefe de Departamento del Distrito Federal tendría la facultad, previo acuerdo con el Poder Ejecutivo nacional, de nombrar de forma directa a los encargados de las delegaciones, llamados Delegados. El Presidente, a su vez tenía como facultad la de remover libremente al Jefe de Departamento y a sus Delegados. Además, y de acuerdo con lo estipulado en el Art. 115 de la Constitución, tenía el mando directo de la fuerza pública.
Conforme a esta ley orgánica, quedó dividido el Distrito Federal en dos zonas, conocidas popularmente como Zona Interior o México y la Zona Exterior:
- La Zona Interior, llamada oficialmente Departamento Central, comprendía las antiguas municipalidades de México, Tacuba, Tacubaya y Mixcoac, donde la de México correspondía a la propiamente llamada ciudad de México. Las demás municipalidades correspondían a las poblaciones exteriores a la ciudad, que se encontraban más integradas a la misma; estas poblaciones ya se conectaban de forma regular por medio de un sistema de tranvías o de camiones de pasajeros, por lo que resultaba fácil moverse entre ellas.[19]
- La Zona Exterior, que comprendía las llamadas oficialmente Delegaciones Foráneas, que eran trece: Guadalupe Hidalgo, Azcapotzalco, Iztacalco, Coyoacán, General Anaya, San Ángel, La Magdalena Contreras, Cuajimalpa, Tlalpan, Iztapalapa, Xochimilco, Milpa Alta y Tláhuac. En este caso, a partir de una sección del municipio de San Ángel se había creado La Magdalena Contreras.[19]

Según este esquema, el Departamento Central tenía como delegado al propio Jefe del Departamento, al cual se le conocía, en esta función, como Regente de la ciudad de México, vocablo que luego se popularizó y dio nacimiento al cargo no oficial de Regente del Departamento del Distrito Federal.
Según la ley orgánica de 1928, se crearon los Consejos Consultivos, los cuales, por cada delegación y Departamento Central, servirían como una especie de cabildo, si bien no lograron tener más que un carácter de consejo, sin voz ni voto.

### Reforma de 1941

Arreglo territorial del D.F. en 1941.

Con la elección de territorios en estados de la federación, se emitieron leyes orgánicas separadas para los territorios federales y para el Distrito Federal (para este último, se promulgó en diciembre de 1941, y entró en funciones en enero del año siguiente). Se mantuvo la división entre las zonas interior y exterior, pero en la exterior se eliminó la delegación General Anaya, que pasó a formar parte de la zona interior. Otra modificación fue la de 1929, cuando, al ser asesinado el general Álvaro Obregón en el territorio de la entonces delegación de San Ángel, se propuso y se cambió el nombre de la delegación por el de Villa Álvaro Obregón. Además, en esta época se cambió el nombre de la delegación Guadalupe-Hidalgo por el de Villa Gustavo Adolfo Madero, como un homenaje al hermano del presidente Francisco I. Madero (sin embargo, se decía que, como estaba cerca el centenario de la invasión estadounidense de 1947, sería un recordatorio poco agradable).
Así pues, según el artículo 8 de la ley orgánica, el Distrito Federal se dividió en:
- La Ciudad de México, antes Departamento Central, que a su vez se dividió en ocho zonas o delegaciones, para un mejor control.[20]
- Sus doce delegaciones foráneas: Villa Gustavo A. Madero, Azcapotzalco, Iztacalco, Coyoacán, Villa Álvaro Obregón, La Magdalena Contreras, Cuajimalpa, Tlalpan, Iztapalapa, Xochimilco, Milpa Alta y Tláhuac.[20]

De esta época es poco conocido que el entonces jefe del Departamento del Distrito Federal, Javier Rojo Gómez, solicitó al entonces presidente, Manuel Ávila Camacho, que se cambiara el estatus político del Jefe del DDF, para hacerlo administrativamente menos vulnerable ante los secretarios de estado, considerando que, por las disposiciones legales, por ejemplo, el Secretario de Hacienda Federal tenía mayor poder sobre la hacienda del Distrito Federal. Se dio entonces el cambio de nombre, y se integró formalmente al gabinete, con el título de Gobernador del Distrito Federal, lo cual se mantuvo hasta el siguiente gobierno federal, cuando el presidente Miguel Alemán Valdés volvió al sistema anterior, con el Jefe del Departamento Fernando Casas Alemán.

### Reforma de 1970

Escudo tipo de los usados por el Departamento del Distrito Federal entre 1940 y 1997.

En el sexenio del presidente Luis Echeverría Álvarez, se terminó por convertir todos los territorios federales en estados de la Unión, y quedaron solo pequeñas islas, como las Revillagigedo, con el estatus de territorio, por lo que se procedió a modificar varias leyes y reglamentos que, como el Código Civil para el Distrito Federal, tenía aplicación en estos territorios.
En el caso del Distrito Federal, se modificó su ley orgánica en diciembre de 1970. De estas modificaciones, la más importante fue la que igualaba los términos "Distrito Federal" con "Ciudad de México", ya que se preveía y de hecho era para las delegaciones más inmediatas a la ciudad, que la ciudad terminaría por crecer y aglutinar en una sola urbe todo el territorio del Distrito Federal. Como consecuencia, el territorio antes denominado "Ciudad de México" dejó paso a cuatro delegaciones nuevas que, junto con las doce existentes, conforman las actuales 16 delegaciones de la Ciudad de México, aunque con límites diferentes a los actuales. Por ejemplo, hasta ese tiempo la delegación Álvaro Obregón incluía a la de Cuajimalpa, por lo que la zona conocida como Herradura, Bosques de la Reforma y Palosolo, que hacen frontera con el municipio de Huixquilucan, le pertenecían; de forma contraria, buena parte de los tiraderos de basura de Santa Fe pertenecían a Cuajimalpa.
Una cosa curiosa fue que las nuevas delegaciones recibieron nombres de personajes ilustres de la historia de México, poniéndose de lado los antiguos nombres de los municipios originarios. Por otro lado, se dio a otras delegaciones un sobrenombre; por ejemplo, Cuajimalpa pasó a ser Cuajimalpa de Morelos, a pesar de que este era el único territorio del Distrito Federal que Miguel Hidalgo tocó en su lucha de independencia y que, por el contrario, no se conoce que Morelos estuviera en la misma delegación.
De esta manera, el Distrito Federal quedó compuesto por 16 delegaciones:

Arreglo territorial del D.F. en 1970

a) Provenientes de la Ciudad de México:
- Miguel Hidalgo
- Benito Juárez
- Cuauhtémoc
- Venustiano Carranza

b) De las antiguas delegaciones:
- Villa Gustavo A. Madero
- Azcapotzalco
- Iztacalco
- Coyoacán
- Villa Álvaro Obregón
- La Magdalena Contreras
- Cuajimalpa de Morelos
- Tlalpan
- Iztapalapa
- Xochimilco
- Milpa Alta
- Tláhuac

### Reforma de 1987
En agosto de 1987, por decreto del entonces presidente Miguel de la Madrid Hurtado, se dio al Distrito Federal una especie de congreso estatal, llamado Asamblea de Representantes del Distrito Federal (ARDF), con base en la reforma del artículo 73, fracción VI, de la Constitución Federal. A este organismo se le dio un carácter de órgano de representación ciudadana, integrado por "40 representantes electos según el principio de votación mayoritaria relativa, mediante el sistema de distritos electorales uninominales, y por 26 representantes electos según el principio de representación proporcional, mediante el sistema de listas votadas en una circunscripción plurinominal."
Esto con la finalidad de dar mayor representación y peso a los habitantes en el gobierno del Distrito Federal. La Asamblea era en realidad un intento de brindar un congreso estatal al Distrito Federal, con miras a convertirlo en estado de la Unión, creando el estado del Valle de México. Por razones históricas como las discusiones dadas en 1824 para su creación, se consideró que era demasiado convertirlo en estado, ya que, por un lado, debía ser un territorio neutral para todos los estados de la Unión y, por otro, el Distrito Federal no tenía la capacidad en recursos para sostenerse por sí solo, lo que es palpable al considerar, por ejemplo, que la mayor parte de su agua potable proviene del estado de México, sin mencionar recursos como la salida de aguas negras, la comida y la mano de obra.
Por esto, las capacidades jurídicas de la asamblea quedaron reducidas a dictar bandos, ordenanzas y reglamentos de policía y buen gobierno, a aprobar nombramientos de magistrados del Tribunal Superior de Justicia del Distrito Federal y a iniciar ante el Congreso de la Unión leyes o decretos en materia relativa al Distrito Federal. Además, el Ejecutivo Federal continuaba teniendo la responsabilidad del poder ejecutivo local, por lo que continuó nombrando y destituyendo libremente al Jefe del DDF y a los delegados.

### Reforma de 1993
En octubre de 1993, se modificó de nuevo la Ley Orgánica del Distrito Federal que, además de una serie de modificaciones constitucionales federales, otorgó a la ARDF un nuevo carácter y nombre, denominándose desde entonces Asamblea Legislativa del Distrito Federal (ALDF) que, al contrario de la anterior, tuvo mayor capacidad para dictar leyes internas del Distrito Federal, sin tener que recurrir al Congreso de la Unión.
Sin embargo, se mantuvo la responsabilidad del gobierno en el ejecutivo federal, pero con la salvedad, según el artículo 122 de la Constitución Federal, de que el jefe del DDF sería nombrado de entre los miembros de la ALDF, senadores o diputados del Distrito Federal pertenecientes al partido que tuviera la mayoría de curules en la ALDF, nombramiento que debería ser sancionado por la misma Asamblea, y si fuera dos veces rechazado por el Senado. También en esta época se hicieron equivalentes los términos Distrito Federal y Ciudad de México.

### Reforma de 1997

Logo basado en el escudo usado por la Jefatura de Gobierno del Distrito Federal desde 1997.

En el gobierno del entonces presidente Ernesto Zedillo Ponce de León, se realizaron otra serie de reformas, que llevaron a la elección directa del ejecutivo del Distrito Federal por sus ciudadanos. El ejecutivo del Distrito Federal cambió su nombre a jefe de Gobierno del Distrito Federal (se había considerado, como posibilidad, el nombre Gobernador pero, al no tratarse de un estado, se consideró incorrecto).
Este quedaría subordinado al Ejecutivo Federal, por lo que podría ser solicitada su remoción al Senado por parte del Presidente. En este caso, se dispuso que los delegados serían nombrados por el presidente, a solicitud del Jefe de Gobierno. Además, se amplió la capacidad legislativa de la ALDF, que a partir de entonces pudo emitir leyes, reglamentos y códigos, separados de los que emitía el Congreso de la Unión. Así, por ejemplo, el Código Civil tenía el título Código Civil para el Distrito Federal en Materia Local y Federal, y a partir de entonces existe un Código Civil Federal y otro específico para el Distrito Federal.
A través de este proceso, se eligió, por solo tres años, a Cuauhtémoc Cárdenas Solórzano, ya que, en vísperas de conseguir el cambio a estado, los grupos opuestos al gobierno federal aceptaron una etapa de transición en la cual se hicieron una serie de reformas que llevaron a la elección de los delegados, los cuales recibieron el título de jefes delegacionales, con un periodo de gobierno de tres años, al contrario del jefe de Gobierno, que es de seis años, pero sin un ayuntamiento u órgano interno de representación en concreto. Sin embargo, se dio la figura de representante vecinal, que sería electo por manzana o zona electoral y que fungiría como una especie de ayuntamiento. Este último órgano de gobierno, a pesar de que tiene peso sobre las elecciones locales, es poco conocido por los ciudadanos del Distrito Federal, y es muy común que se encuentre desaparecido o que se le considere casi como un mito urbano.

### Reforma de 2000
Previo a las elecciones de 2000, se hicieron las modificaciones necesarias a las leyes para llevar a cabo la elección de jefes delegacionales y jefe de Gobierno. Entre la serie de debates que se dieron al respecto, estaba el tema de la capacidad del ejecutivo federal para poder gobernar su territorio como dispone la Constitución, así que se le mantuvo su capacidad de veto ante la Asamblea y ante el Congreso Federal, la capacidad de solicitar al Senado la remoción del jefe de Gobierno y delegados; además, de forma directa, puede disponer de las fuerzas armadas del Distrito Federal, que incluyen a los diferentes cuerpos de Policía Preventiva y Judicial del Distrito Federal, por lo que puede nombrar y remover libremente a su titular.
Por otro lado, fue el de la calidad de ciudadano, ya que la gran mayoría de los habitantes de la ciudad son personas que emigraron a su territorio, por lo que se dispuso que, para ser ciudadano del Distrito Federal, debía contarse con un mínimo de cinco años de residencia en el territorio. Sin embargo, al considerar que muchos políticos y representantes estatales habitan por seis años o más, se dejó muy abierta esta salvedad; es posible observar que, en algunos casos, los representantes electos tienen una residencia efectiva menor a esta o que la amparan por la posesión de un bien inmueble, como el caso del segundo Jefe de Gobierno, Andrés Manuel López Obrador, quien para ser electo en el 2000 debía tener cinco años de residencia en la ciudad y quien, sin embargo, tan solo seis años antes, en 1994, se había presentado como candidato a gobernador de su estado natal, el estado de Tabasco: en la lucha poselectoral, duró en el estado de Tabasco hasta las elecciones intermedias de 1997; debía presentar una residencia efectiva de cinco años en la entidad, los cuales cumplió con la posesión de un departamento en el Distrito Federal y con la representación nacional de su partido, por lo que su estadía no fue legalmente desechada.

## Propuestas de reforma de Distrito Federal

### Propuestas de reforma hasta 2009
- Creación del estado del Valle de México, con la consecuencia de reducir Distrito Federal a las dos leguas de radio o menos que originalmente tenía. Esta propuesta es poco aceptada, ya que Distrito Federal no tiene capacidad económica, agrícola, hidráulica, energética y poblacional suficiente para mantenerse por sí mismo. Además, se cuestiona si el estado donde se hallan los poderes federales está en una posición de supremacía sobre los demás.
- Reintegración de sus delegaciones al estado de México, con la consecuencia de reducir Distrito Federal a la actual delegación Cuauhtémoc. Esta propuesta es poco aceptada en cuanto al estatus y administración de Distrito Federal, ya que los recursos necesarios para su mantenimiento provendrían de las otras delegaciones que forman actualmente Distrito Federal. Además, existe una diferencia significativa en el sistema de Gobierno del Distrito Federal y el estado de México. Por ejemplo, Distrito Federal despenalizó la interrupción del embarazo más allá de su uso terapéutico, y hay un reglamento de construcciones con normas anexas en Distrito Federal, mientras que los reglamentos similares en el Estado de México son reglamentos administrativos.
- Ampliación de Distrito Federal para poder agrupar en un solo ente político la Zona Metropolitana del Valle de México: esta propuesta no ha tenido gran eco, ya que, si bien se han dado pasos hacia un gobierno metropolitano, la pérdida de soberanía y territorio de los estados de México, Hidalgo, Morelos y Puebla es un escollo importante, sobre todo para el estado de México, que tiene en esta zona una parte importante de su ingreso económico.[cita requerida]

### Propuestas de reforma a partir de 2010
Como parte de las negociaciones y consultas diferentes del gobierno, la política y la sociedad han propuesto en concreto diferentes reformas a Distrito Federal, algunas con la intención de su desaparición, sustituyéndolo por un estado federal con el nombre de estado del Valle de México, o la creación de un ente administrativo, al nivel de alcaldía, que permita a la población de Distrito Federal gobernarse por sí mismo. Entre estas, destacan las que consideraran el no retornar al régimen municipal en las delegaciones, constituyendo entes jurídicos administrativos, por lo que el territorio de Distrito Federal sería una especie de gran municipio, aunque con capacidades parecidas a las de un estado de la federación. Por otro lado, al ser innegable la mutua dependencia entre el Distrito Federal y los estados circunvecinos, se ha propuesto crear un Parlamento Metropolitano que gobierne a la zona, aunque sin aclarar su interacción con las soberanías estatales o la federal.
El 9 de agosto de 2010, el entonces jefe de Gobierno del Distrito Federal, Marcelo Ebrard Casaubon, entregó una propuesta de reforma al Poder Ejecutivo Federal que, en términos generales, consideraba crear el estado federal número 32 de México con el nombre Ciudad de México, el cual no estaría constituido por municipios, sino por entes jurídicos parecidos jurídicamente a las actuales delegaciones políticas que conforman Distrito Federal, constituyéndose en la única entidad federativa con un sistema administrativo de tipo centralista, en cuanto a su administración interna, lo que fue el principal motivo para su descarte como una reforma viable, así como mantener ciertas consideraciones fiscales que la favorecerían sobre las demás entidades, el seguir dominando a título propio los recursos naturales que sirven al Distrito Federal pero que son manejados por la federación, como el Sistema Cutzamala.

## Poderes del gobierno de Distrito Federal
El Gobierno del Distrito Federal básicamente siempre ha estado compuesto por tres niveles:
- Presidente de la República o encargado del Ejecutivo
- Gobernador del Distrito o Departamento
- Ayuntamiento de los municipios

De estos, el gobernador o jefe de Gobierno, desde la fundación del Distrito Federal en 1824 hasta la elección del jefe de Gobierno del Distrito Federal en 1997, todos fueron designados y destituidos libremente por el presidente de la República o encargado del Ejecutivo, ya fuera Federal o Centralista o por el Emperador, en el caso del Segundo Imperio Mexicano.
Cuando existieron prefecturas, los encargados de estas eran designados y destituidos libremente por el Gobernador. Los encargados de las prefecturas tenían bajo su mando a varios municipios a la vez, los cuales no podían dirigirse al gobernador directamente. Cuando se creó el municipio libre, se eliminó este intermediario.
Los miembros de los ayuntamientos, por otra parte, eran elegidos de forma directa por los pobladores de los ayuntamientos. Esto hasta la reforma de 1929, cuando se suprimieron y se reemplazaron por delegaciones. En este caso, cada municipio tenía su presidente municipal y sus regidores.
En el caso del municipio o municipalidad de México, que abarcaba solo a la Ciudad de México, no existía un presidente municipal como tal, ya que este papel le tocaba directamente al gobernador. En varios periodos, se designó un primer regidor, presidente municipal o encargado del despacho, el cual era elegido por el presidente de entre los miembros del ayuntamiento.
De igual manera, al ser el encargado de la seguridad de la capital, podía y aún puede designar y destituir libremente a los encargados de la seguridad pública en el distrito, es decir, al Jefe Militar de la Plaza de la Ciudad de México y al jefe de los cuerpos de policía local.[cita requerida]